# Sumé (Mythologie)
Sumé (auch bekannt als Zumé, Pay Sumé oder Tumé und unter anderen Namen) ist der Name eines alten Wesens aus der Mythologie der Tupi-Völker Brasiliens. Seine Beschreibung variierte von Stamm zu Stamm. Es heißt, dieses Wesen sei schon vor der Ankunft der Portugiesen unter den Indianern gewesen und hätte ihnen als Kulturheros eine Reihe von Kenntnissen wie zum Beispiel über Landwirtschaft, Feuer und soziale Organisation vermittelt.

## Legenden
In seinen Briefen aus Brasilien von 1549 beschreibt der Priester Manuel da Nóbrega einige Legenden der brasilianischen Indianer über ein Wesen namens Sumé. Diese Gottheit sei auf geheimnisvolle Weise erschienen. Sie habe die Gestalt eines weißen Mannes, der in der Luft schreite oder schwebe und lange weiße Haare und einen weißen Bart habe.
Der Erzählung nach begann Sumé damit, den Bewohnern des Waldes die Kunst des Ackerbaus und später auch Fertigkeiten wie die Verarbeitung von Maniok zu Mehl oder von Dornen zu Angelhaken sowie ethische Regeln beizubringen. Er heilte Wunden und verschiedene Krankheiten, ohne dafür eine Gegenleistung zu verlangen. Solche Freundlichkeit und Macht erregten den Hass der Kaziken, was darin gipfelte, dass sie eines Morgens Sumé mit Pfeilen empfingen. Die Pfeile kehrten auf mysteriöse Weise zurück und verwundeten die Bogenschützen tödlich. Die Indianer waren erstaunt, mit welcher Leichtigkeit dieser Fremde die Pfeile herauszog und dass kein Blut aus seinem Körper floss. Sumé lief noch rückwärts zum Meer. Er verschwand über den Wellen fliegend und kehrte nie wieder zurück. Bei seinem Weggehen hinterließ er eine Reihe von Spuren, die irgendwo im Inneren Brasiliens in einen Stein eingraviert sind.
Sumé hatte nur zwei Söhne, Tamandaré und Ariconte (oder Arikonta). Sie waren unterschiedlicher Hautfarbe und Natur. Deshalb hasste der eine den anderen.

## Religiöser Synkretismus
Die katholischen Kolonisatoren schufen den Mythos, dass Sumé in Wirklichkeit der christliche Apostel Thomas war, der der Legende nach Indien gereist ist, um das Christentum zu predigen. Relativ ähnliche Eigenschaften wie sie der heilige Thomas hatte, finden sich auch in der Gottheit Viracocha, die von den Inka genau dort verehrt wurde, wo der Peabiru-Weg endet. Dieser Mythos existiert in einem Teil Südamerikas (Brasilien, Peru und Paraguay). Er wurde hauptsächlich durch Missionare verbreitet.
Nach dem Mythos, der später von Jesuiten erzählt wurde, wurde Sumé aus Tupinambaene vertrieben, weil er Polygamie und Kannibalismus verboten hatte. Der Legende nach hat er, als er einmal nach Paraguay und dann nach Peru ging, einen Weg namens Peabiru geschaffen, was übersetzt "Pfad zu den Sonnenbergen" bedeuten kann oder auch "Pfad nach Biru (=Peru)". Ein solcher Weg, der von der Küste São Paulos nach Asunción führt und dabei den heutigen Bundesstaat Paraná durchquert, diente später auch den europäischen Kolonisatoren zur Erkundung des Landesinneren.